# Anna Murphy
 (novembre 2013).
Anna Murphy, née le 10 août 1989 en Suisse, à Lucerne, est une musicienne et technicienne de son. Elle est principalement connue pour avoir été vocaliste, flûtiste et vielliste au sein du groupe de folk metal Eluveitie de 2006 à 2016.

## Biographie
Anna Murphy est la fille de l’Irlandais Andrew Murphy et de la Suissesse Christiane Boesiger. Étant donné que ses parents travaillent tous deux comme chanteurs d’opéra professionnels en Suisse, Anna a été dès l’enfance en contact avec la musique.
Impressionnée par la musique du groupe de paganfolk allemand Faun, elle commence à jouer de la vielle à roue à l’âge de 15 ans. Moins d’un an plus tard, en 2006, bien qu’elle n’ait que quelques mois d’expérience dans son instrument, elle rejoint le groupe de folk metal Eluveitie en tant que vielliste, remplaçant ainsi Sarah Kiener. Après des leçons dans une académie de musique, mais surtout en étudiant les chansons d’Eluveitie, elle parvient à maîtriser cet instrument. En plus de son statut de vielliste, elle joue aussi occasionnellement de la flûte traversière et chante dans de nombreuses chansons.
Au début de l’année 2010, Anna Murphy monte avec Meri Tadic (ex-violoniste d’Eluveitie) le projet Godnr.universe ! En outre, à la fin de l’année, elle rejoint également le groupe de folk Fräkmündt, qui en 2011 a participé aux pré-sélections suisses de l'Eurovision Song Contest . Depuis le printemps 2011, Anna Murphy travaille comme ingénieur du son dans les studios Obernauer Soundfram à Lucerne (en Suisse). En octobre de la même année, elle rejoint également le groupe de black avant-gardiste Nucleus Torn.
En 2012, elle s'associe à Tor-Helge Skei (Manes) pour former le duo expérimental Lethe, aux sonorités trip-hop, rock, électro et metal avant-garde. Leur premier album When Dreams Become Nightmares sort le 17 janvier 2014 sur le label Debemur Morti Productions. Un deuxième album, The First Corpse on the Moon, a vu le jour le 24 février 2017 sur le label My Kingdom Music. Le troisième est prévu pour 2024.
Anna Murphy s'est aussi lancée dans une carrière en solo. Son premier album, Cellar Darling, est sorti le 27 septembre 2013.
Le 5 mai 2016, elle quitte, avec Ivo Henzi et Merlin Sutter, son groupe Eluveitie sur fond de divergences d'opinion et de conflits d'intérêts, tout en maintenant toutefois sa participation pour les dernières dates de la tournée de ce dernier. Elle annonce le 10 juin 2016 sur sa page Facebook le nom de son nouveau groupe, Cellar Darling, rejoint également par Ivo et Merlin.

## Discographie

### Contributions diverses
- 2010 : Holy Grail : Crisis In Utopia
- 2010 : Swashbuckle : Crime Always Pays
- 2011 : Varg : Wolfskult
- 2011 : Status Minor : Ouroboros
- 2016 : Evenmore : "debut album"
- 2021 : Paydretz : Chroniques de l'insurrection